# Forsstroemia canariensis
Forsstroemia canariensis är en bladmossart som beskrevs av Johannes Enroth 1992. Forsstroemia canariensis ingår i släktet Forsstroemia och familjen Leucodontaceae. Inga underarter finns listade i Catalogue of Life.